# تشرونا لهوتا (منطقه تربیچ)
تشرونا لهوتا (منطقه تربیچ) (به چکی: Červená Lhota) یک منطقهٔ مسکونی در جمهوری چک است که در منطقه تربیچ واقع شده‌است. تشرونا لهوتا ۷٫۴۰ کیلومتر مربع مساحت و ۱۸۵ نفر جمعیت دارد و ۴۹۸ متر بالاتر از سطح دریا واقع شده‌است.